# Fortim de Pinaúnas
O Fortim de Pinaúnas localizava-se em Salvador, no litoral do atual estado da Bahia, no Brasil.

## História
Esta estrutura encontra-se relacionada por BARRETTO (1958) que a localiza próximo ao Fortim de São Fernando, cruzando fogos com o Forte de Santo Antônio da Barra (op. cit., p. 173).
Desaparecida à época (1958), não foram localizadas mais informações sobre a sua planta, efetivo ou armamento.